# Liste kerntechnischer Anlagen

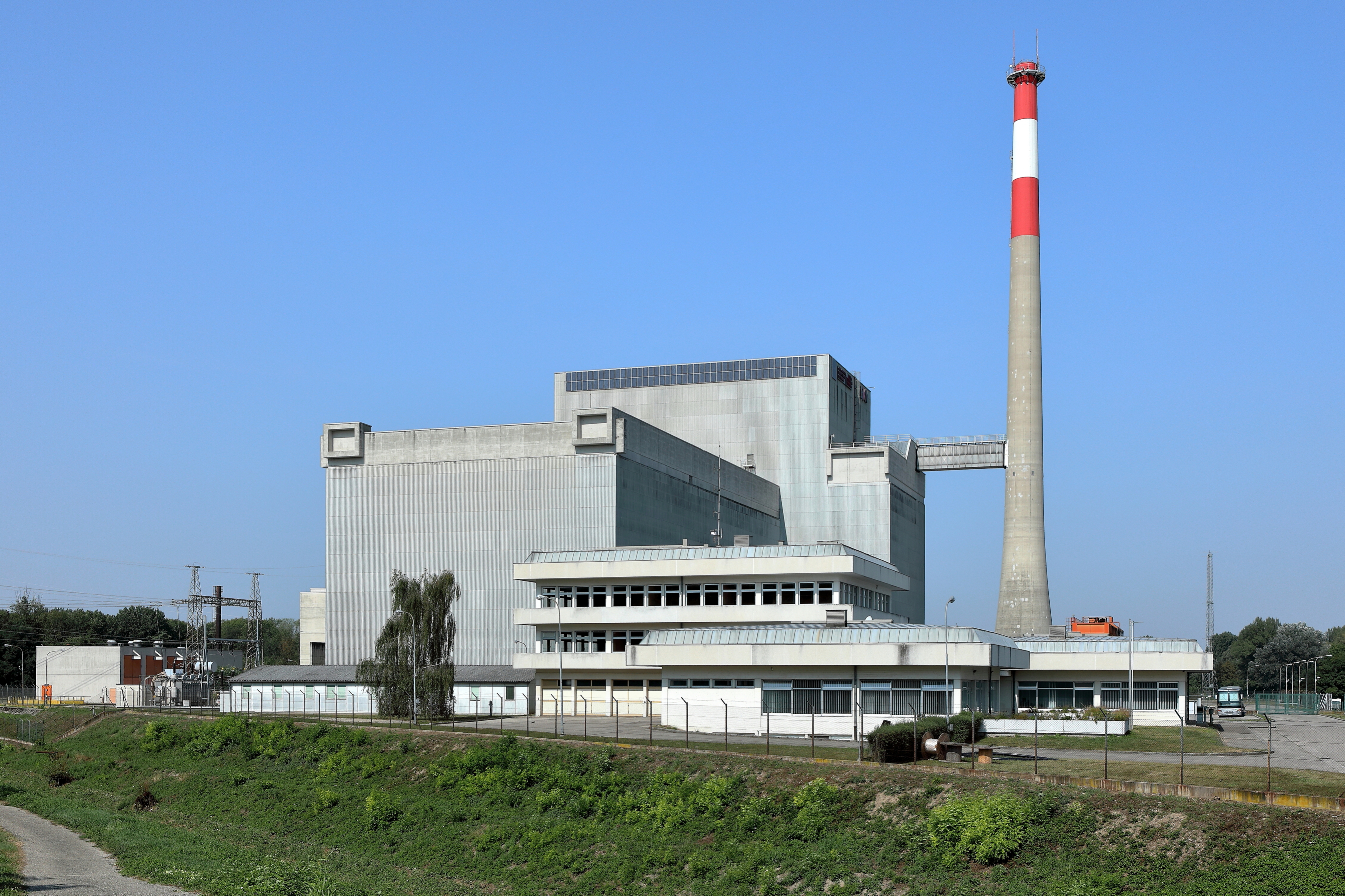
Das nie in Betrieb genommene österreichische Kernkraftwerk Zwentendorf

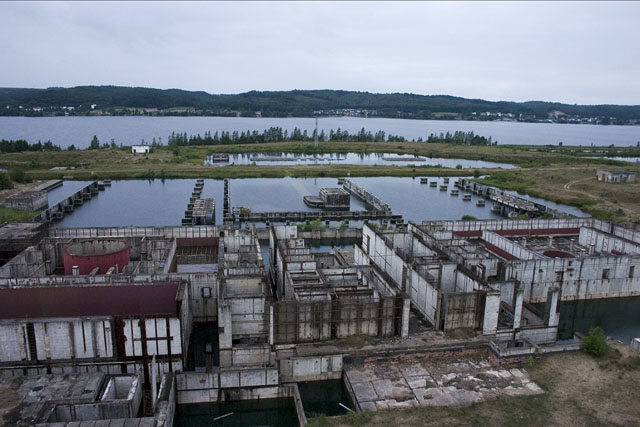
Bauruine des polnischen Kernkraftwerks Żarnowiec

## Kernkraftwerke in Planung
Hier werden alle Kernkraftwerke aufgeführt, die geplant worden sind. Anlagen, die sich aktuell in der Planungsphase befinden, sind gelb markiert. Weiterhin sind in dieser Liste Projekte enthalten, die in der Planungsphase eingestellt wurden. In Bau befindliche Kernkraftwerke werden, neben den in Betrieb befindlichen Anlagen, in der Liste der Kernkraftwerke aufgelistet, wenn diese bei der Internationalen Atomenergieorganisation (IAEO) angemeldet wurden.
| Region/Ort                                       | Name der Anlage                          | Art der Anlage                                                                   | Beginn Planung | Projekt eingestellt | Bemerkungen und geplanter Baubeginn bzw. Inbetriebnahme                                                           |
| Ägypten                                          | Ägypten                                  | Ägypten                                                                          | Ägypten        | Ägypten             | Ägypten |
| ------------------------------------------------ | ---------------------------------------- | -------------------------------------------------------------------------------- | -------------- | ------------------- | --- |
| El Dabaa                                         | El Dabaa 1                               | SSE-500                                                                          |                | 2011                | 1000 MW Bruttoleistung, 600 MW Nettoleistung, in Bau, Projektstillstand aufgrund der politischen Situation        |
| El Dabaa                                         | El Dabaa 2                               | SSE-500                                                                          | 2007           | 2011                | 1000 MW Bruttoleistung, 600 MW Nettoleistung, in Bau                                                              |
| Brasilien                                        |                                          |                                                                                  |                |                     | |
| Angra dos Reis                                   | Angra-3                                  | 1229 MWe                                                                         | 1975           |                     | Zwischenzeitlicher Bau: 1984-1986, Technik wurde 1995 gekauft und eingelagert, Inbetriebnahme 2018 geplant (2011) |
| Bulgarien                                        |                                          |                                                                                  |                |                     | |
| Belene                                           | Belene 1                                 | WWER-1000/466B                                                                   | 01.01.1987     | 28.03.2012          | 1000 MW Bruttoleistung, 953 MW Nettoleistung, Projekt am 28.03.2012 eingestellt                                   |
| Belene                                           | Belene 2                                 | WWER-1000/466B                                                                   | 31.03.1987     | 28.03.2012          | 1000 MW Bruttoleistung, 953 MW Nettoleistung, Projekt am 28.03.2012 eingestellt                                   |
| China                                            |                                          |                                                                                  |                |                     | |
| Rushan (Shandong)                                | Hongshiding 1                            | Druckwasserreaktor                                                               | -              | -                   | ? MW Bruttoleistung, ? MW Nettoleistung, In Planung                                                               |
| Rushan (Shandong)                                | Hongshiding 2                            | Druckwasserreaktor                                                               | -              | -                   | ? MW Bruttoleistung, ? MW Nettoleistung, In Planung                                                               |
| Deutschland                                      |                                          |                                                                                  |                |                     | |
| Rheinland-Pfalz                                  | Bad Breisig                              | DWR mit 1300 MW Bruttoleistung                                                   | 1971           | 1980                | |
| Rheinland-Pfalz                                  | BASF-1                                   | Druckwasserreaktor                                                               | -              | 01.12.1976          | 425 MW Bruttoleistung                                                                                             |
| Hessen                                           | Biblis C                                 | DWR mit 1300 MW Bruttoleistung                                                   | 1970           | 1995                | bereits gefertigte Komponenten wurden für das Kernkraftwerk Angra-2 verwendet                                     |
| Hessen                                           | Biblis D                                 | DWR                                                                              | 1973           | 1978                | |
| Hessen                                           | Borken                                   | DWR/Konvoi mit 1300 MW Bruttoleistung                                            | 1981           | 1995                | |
| Niedersachsen                                    | Cuxhaven                                 | DWR/Konvoi mit 1300 MW Bruttoleistung                                            | 1974           | ?                   | |
| Sachsen                                          | Dahlen-Börln                             | WWER-1000 mit 1000 MW Bruttoleistung bzw. 950 MW Nettoleistung                   |                | 1990                | |
| Niedersachsen                                    | Emden                                    | DWR                                                                              | 1974           | ?                   | |
| Nordrhein-Westfalen                              | Hamm (KKH)                               | DWR/Konvoi mit 1300 MW Bruttoleistung                                            | 1975           | 1995                | als Ersatz wurde das Kernkraftwerk Emsland gebaut                                                                 |
| Nordrhein-Westfalen                              | Kalkar 2                                 | Brutreaktor mit 1460 MW Bruttoleistung                                           |                | 1992                | sollte einer der größten Kernreaktoren werden                                                                     |
| Baden-Württemberg                                | Mannheim-Kirschgartshausen               | DWR mit 1300 MW Bruttoleistung                                                   | 1972           | 1980                | |
| Niedersachsen                                    | Langendorf                               | DWR mit 1300 MW Bruttoleistung                                                   | 1977           | ?                   | Als Teil eines nationalen Nuklearzentrums im Kreis Lüchow-Dannenberg geplant                                      |
| Bayern                                           | Marienberg                               | DWR mit 1300 MW Bruttoleistung                                                   | 1972           | 2000                | Wurde 2000 endgültig durch die Bayerische Landesregierung aufgegeben                                              |
| Rheinland-Pfalz                                  | Neupotz A                                | DWR/Konvoi mit 1300 MW Bruttoleistung                                            | 1977           | 1987                | |
| Rheinland-Pfalz                                  | Neupotz B                                | DWR/Konvoi mit 1300 MW Bruttoleistung                                            | 1977           | ?                   | |
| Baden-Württemberg                                | Obrigheim 2                              | DWR                                                                              | 1969           | 1977                | |
| Bayern                                           | Pfaffenhofen/Zusam (Rehling) A           | DWR/Konvoi                                                                       | 1975           | 2000                | wurde 2000 endgültig durch die Bayerische Staatsregierung aufgegeben                                              |
| Bayern                                           | Pfaffenhofen/Zusam (Rehling) B           | DWR/Konvoi                                                                       | 1975           | 2000                | wurde 2000 endgültig durch die Bayerische Staatsregierung aufgegeben                                              |
| Bayern                                           | Pleinting                                | DWR/Konvoi                                                                       | 1977           | 2000                | wurde 2000 endgültig durch die Bayerische Staatsregierung aufgegeben                                              |
| Baden-Württemberg                                | Riederich                                | DWR mit 1300 MW Bruttoleistung                                                   | 1975           | ?                   | |
| Niedersachsen                                    | Rysumer Sand                             | DWR/Konvoi mit 1300 MW Bruttoleistung                                            | 1975           | ?                   | |
| Sachsen-Anhalt                                   | Stendal 3                                | WWER-1000/320 mit 1000 MW Brutto- bzw. 950 Nettoleistung                         | 1980           | 01.03.1991          | Geplante Inbetriebnahme Dez. 1996                                                                                 |
| Sachsen-Anhalt                                   | Stendal 4                                | WWER-1000/320 mit 1000 MW Brutto- bzw. 950 Nettoleistung                         | 1980           | 01.03.1991          | Geplante Inbetriebnahme Jun. 1997                                                                                 |
| Baden-Württemberg                                | Schwörstadt 1 („KKW Hochrhein“)          | DWR mit 1300 MW Bruttoleistung                                                   | 1972           | 1980                | |
| Baden-Württemberg                                | Schwörstadt 2 („KKW Hochrhein“)          | DWR mit 1300 MW Bruttoleistung                                                   | 1972           | 1980                | |
| Baden-Württemberg                                | Schwörstadt 3 („KKW Hochrhein“)          | DWR mit 1300 MW Bruttoleistung                                                   | 1972           | 1980                | |
| Nordrhein-Westfalen                              | Vahnum A                                 | DWR/Konvoi mit 1300 MW Bruttoleistung                                            | 1975           | ?                   | |
| Nordrhein-Westfalen                              | Vahnum B                                 | DWR/Konvoi                                                                       | 1975           | ?                   | |
| Bayern                                           | Viereth                                  | DWR mit 1300 MW Bruttoleistung                                                   | 1975           | 2000                | Wurde 2000 endgültig durch die Bayerische Landesregierung aufgegeben                                              |
| Baden-Württemberg                                | Kernkraftwerk Wyhl („Kernkraftwerk Süd“) | DWR/Konvoi mit 1345 MW Bruttoleistung                                            | 1973           | 1983                | |
| Frankreich                                       |                                          |                                                                                  |                |                     | |
| Plogoff (Bretagne)                               | Plogoff 1                                | DWR mit 1300 MW Bruttoleistung                                                   | 1978           | 1981                | Planung eingestellt                                                                                               |
| Plogoff (Bretagne)                               | Plogoff 2                                | DWR mit 1300 MW Bruttoleistung                                                   | 1978           | 1981                | Planung eingestellt                                                                                               |
| Plogoff (Bretagne)                               | Plogoff 3                                | DWR mit 1300 MW Bruttoleistung                                                   | 1978           | 1981                | Planung eingestellt                                                                                               |
| Plogoff (Bretagne)                               | Plogoff 4                                | DWR mit 1300 MW Bruttoleistung                                                   | 1978           | 1981                | Planung eingestellt                                                                                               |
| Indien                                           |                                          |                                                                                  |                |                     | |
| Ratnagiri (Maharashtra)                          | Jaitapur                                 |                                                                                  | 2010           | -                   | 6 × 1650MW geplant                                                                                                |
| Karnataka                                        | Kaiga 5                                  | PHWR                                                                             | -              | -                   | 220 MW Bruttoleistung, 202 MW Nettoleistung, Planungen beendet                                                    |
| Karnataka                                        | Kaiga 6                                  | PHWR                                                                             | -              | -                   | 220 MW Bruttoleistung, 202 MW Nettoleistung, Planungen beendet                                                    |
| Italien                                          |                                          |                                                                                  |                |                     | |
| Lombardei                                        | Lombardia 1                              | Druckwasserreaktor                                                               | -              | 01.12.1987          | ? MW Bruttoleistung, 950 MW Nettoleistung, Planungen beendet                                                      |
| Lombardei                                        | Lombardia 2                              | Druckwasserreaktor                                                               | -              | 01.12.1987          | ? MW Bruttoleistung, 950 MW Nettoleistung, Planungen beendet                                                      |
| Apulien                                          | Apulien 1                                | Druckwasserreaktor                                                               | -              | 01.12.1987          | ? MW Bruttoleistung, 950 MW Nettoleistung, Planungen beendet                                                      |
|                                                  | Puglia 2                                 | Druckwasserreaktor                                                               | -              | 01.12.1987          | ? MW Bruttoleistung, 950 MW Nettoleistung, Planungen beendet                                                      |
| Termoli                                          | Termoli 1                                | Druckwasserreaktor                                                               | -              | 01.01.1982          | 982 MW Bruttoleistung, 952 MW Nettoleistung, Planungen beendet                                                    |
| Termoli                                          | Termoli 2                                | Druckwasserreaktor                                                               | -              | 01.01.1982          | 982 MW Bruttoleistung, 952 MW Nettoleistung, Planungen beendet                                                    |
| Iran                                             |                                          |                                                                                  |                |                     | |
| Buschehr                                         | Buschehr 3                               | WWER-1000                                                                        | 1993           | -                   | 1000 MW Bruttoleistung, 915 MW Nettoleistung, In Planung, Baubeginn 30.07.2013                                    |
| Buschehr                                         | Buschehr 4                               | WWER-1000                                                                        | 1995           | 1998                | 1000 MW Bruttoleistung, 915 MW Nettoleistung, Planungen beendet                                                   |
|                                                  | Darkhovain                               | Druckwasserreaktor                                                               | 1998           | -                   | 330 MW Bruttoleistung, 360 MW Nettoleistung, In Planung, Baubeginn 01.06.2015                                     |
|                                                  | Estehlal 1                               | Druckwasserreaktor                                                               | 1999           | 2010                | 300 MW Bruttoleistung, 280 MW Nettoleistung, Planungen beendet                                                    |
|                                                  | Estehlal 2                               | Druckwasserreaktor                                                               | 1990           | 2005                | 300 MW Bruttoleistung, 280 MW Nettoleistung, Planungen beendet                                                    |
|                                                  | Iran 7                                   | Druckwasserreaktor                                                               | -              | 01.01.1979          | 1303 MW Bruttoleistung, 1237 MW Nettoleistung, Planungen beendet                                                  |
|                                                  | Iran 8                                   | Druckwasserreaktor                                                               | -              | 01.01.1979          | 1303 MW Bruttoleistung, 1237 MW Nettoleistung, Planungen beendet                                                  |
| Kanada                                           |                                          |                                                                                  |                |                     | |
| Ontario                                          | Bruce                                    | 1000 MWe                                                                         | -              | -                   | soll bis zu vier 1000 MW-Reaktoren haben                                                                          |
| Ontario                                          | Darlington                               | 1000 MWe                                                                         | -              | -                   | soll bis zu vier 1000 MW-Reaktoren haben                                                                          |
| Neubraunschweig                                  | Point Lepreau                            | ACR-1000                                                                         | -              | -                   | es soll ein 1100 MWe starker ACR-1000 gebaut werden                                                               |
| Ontario                                          | Bruce                                    | ACR-1000                                                                         | -              | -                   | soll entweder einen 1100 MW-Reaktor oder sogar bis zu vier Reaktoren bekommen                                     |
| Kroatien                                         |                                          |                                                                                  |                |                     | |
| früheres Jugoslawien                             | Prevlaka                                 | Druckwasserreaktor                                                               | 1981           | 1986                | 1000 bis 1200 MW Leistung, Planung eingestellt                                                                    |
| Kuba                                             |                                          |                                                                                  |                |                     | |
| Cienfuegos                                       | Juraguá 3                                | WWER-440/213                                                                     |                |                     | 440 MW Bruttoleistung, 408 MW Nettoleistung, Planung eingestellt                                                  |
| Cienfuegos                                       | Juraguá 4                                | WWER-440/213                                                                     |                |                     | 440 MW Bruttoleistung, 408 MW Nettoleistung, Planung eingestellt                                                  |
| Libyen                                           |                                          |                                                                                  |                |                     | |
| Sirte                                            | Sirt 1                                   | WWER-1000/419                                                                    | -              | 1984                | 440 MW Bruttoleistung, 408 MW Nettoleistung, Planungen suspendiert                                                |
| Sirte                                            | Sirt 2                                   | Druckwasserreaktor                                                               | -              | 1984                | 440 MW Bruttoleistung, 408 MW Nettoleistung, Planungen beendet                                                    |
| Rumänien                                         |                                          |                                                                                  |                |                     | |
| Cernavodă                                        | Cernavodă-3                              | CANDU mit 706 MW Bruttoleistung                                                  |                |                     | Baubeginn 09.02.1984, Baustopp 01.12.1990, 2008 Ausschreibung zum Weiterbau, 2011 Rückzug des Konsortiums         |
| Cernavodă                                        | Cernavodă-4                              | CANDU mit 706 MW Bruttoleistung                                                  |                |                     | Baubeginn 15.08.1985, Baustopp 01.12.1990, 2008 Ausschreibung zum Weiterbau, 2011 Rückzug des Konsortiums         |
| Cernavodă                                        | Cernavodă-5                              | CANDU mit 706 MW Bruttoleistung                                                  |                |                     | Baubeginn 12.05.1987, Baustopp 01.12.1990, 2008 Ausschreibung zum Weiterbau, 2011 Rückzug des Konsortiums         |
| Russland                                         |                                          |                                                                                  |                |                     | |
|                                                  |                                          | 7 Einheiten mit zwei KLT-40S-Reaktoren mit je 35 MWe; schwimmendes Kernkraftwerk |                |                     | geplant für Offshore-Bohrinsel der Gazprom und für die die Kola- und Jamal-Halbinsel                              |
| Desnogorsk (Smolensk)                            | Smolensk-4                               | DWR 1000 MWe                                                                     | 01.10.1984     | 01.12.1993          | |
|                                                  | Nordwest-1                               | SWR 300 MWe                                                                      |                |                     | |
|                                                  | Nordwest-2                               | SWR 300 MWe                                                                      |                |                     | |
| Poljarnyje Sori (Murmansk)                       | Kola II-1                                | VK-300 MWe                                                                       |                |                     | Inbetriebnahme 2020 geplant                                                                                       |
| Kamskije Poljany (Tatarstan)                     | Tatarien-1                               | DWR 1200 MWe                                                                     |                |                     | 1993 eingestellt, ohne Datum wieder vorgeschlagen                                                                 |
| Kamskije Poljany (Tatarstan)                     | Tatarien-2                               | DWR 1200 MWe                                                                     |                |                     | 1993 eingestellt, ohne Datum wieder vorgeschlagen                                                                 |
| Kamskije Poljany (Tatarstan)                     | Tatarien-3                               | DWR 1000 MWe                                                                     |                |                     | 1993 eingestellt, ohne Datum wieder vorgeschlagen                                                                 |
| Tscheljabinsk                                    | Süd-Ural-1                               | WWER-1200 MWe (AES-2006)                                                         |                |                     | Inbetriebnahme 2016 geplant, aufgeschoben                                                                         |
| Tscheljabinsk                                    | Süd-Ural-2                               | WWER-1200 MWe (AES-2006)                                                         |                |                     | Inbetriebnahme 2019 geplant                                                                                       |
| Sankt Petersburg                                 | Leningrad II-3                           | WWER-1200 MWe                                                                    |                |                     | Inbetriebnahme bis 2016 geplant; Ersatz für RBMK                                                                  |
| Sankt Petersburg                                 | Leningrad II-4                           | WWER-1200 MWe                                                                    |                |                     | Inbetriebnahme bis 2019 geplant; Ersatz für RBMK                                                                  |
| Sankt Petersburg                                 | Leningrad II-5                           | WWER-1200 MWe                                                                    |                |                     | |
| Sankt Petersburg                                 | Leningrad II-6                           | WWER-1200 MWe                                                                    |                |                     | |
| Saretschny (Oblast Swerdlowsk)                   | Belojarsk-5                              | BREST 300 MWe, BN-1200 MWe oder BN-1800 MWe                                      |                |                     | Inbetriebnahme 2020 geplant                                                                                       |
| Kostroma (Oblast Kostroma)                       | Kostroma-1                               | WPBER-600 mit 630 MW                                                             | 19.07.1994     | 20.07.2000          | |
| Kostroma (Oblast Kostroma)                       | Kostroma-2                               | WPBER-600 mit 630 MW                                                             | 19.07.1994     | 20.07.2000          | |
| Kostroma (Oblast Kostroma)                       | Kostroma-3                               | WPBER-600 mit 630 MW                                                             | 19.07.1994     | 20.07.2000          | |
| Kostroma (Oblast Kostroma)                       | Kostroma-4                               | WPBER-600 mit 630 MW                                                             | 19.07.1994     | 20.07.2000          | |
| Kaliningrad                                      | Kaliningrad                              | WWER-1000 mit 1000 MW Bruttoleistung                                             | 2008           |                     | Inbetriebnahme 2016 geplant                                                                                       |
| Schweiz                                          |                                          |                                                                                  |                |                     | |
| Kanton Bern                                      | Graben                                   | Siedewasserreaktor                                                               | -              | 01.01.1989          | 1214 MW Bruttoleistung, 1140 MW Nettoleistung, Planungen beendet                                                  |
| Kanton Aargau                                    | Kaiseraugst                              | Siedewasserreaktor                                                               | -              | 01.01.1989          | ? MW Bruttoleistung, 1000 MW Nettoleistung, Planungen beendet                                                     |
| Spanien                                          |                                          |                                                                                  |                |                     | |
|                                                  | Regodola                                 | Druckwasserreaktor                                                               | -              | 17.01.1995          | 930 MW Bruttoleistung, 900 MW Nettoleistung, Planungen beendet                                                    |
|                                                  | Sayago                                   | Druckwasserreaktor                                                               | -              | 06.09.1996          | 1075 MW Bruttoleistung, 1030 MW Nettoleistung, Planungen beendet                                                  |
| Trillo (Guadalajara)                             | Trillo 2                                 | Druckwasserreaktor                                                               | -              | 01.04.1984          | 1000 MW Bruttoleistung, 950 MW Nettoleistung, Planungen beendet                                                   |
| Vandellòs i l’Hospitalet de l’Infant (Tarragona) | Vandellòs 3                              | Druckwasserreaktor                                                               | -              | 02.09.1995          | 1000 MW Bruttoleistung, 900 MW Nettoleistung, Planungen beendet                                                   |
| Südkorea                                         |                                          |                                                                                  |                |                     | |
|                                                  | Sinuljin 1                               | APR-1400                                                                         | -              | -                   | 1400 MW Bruttoleistung, 1340 MW Nettoleistung, In Planung                                                         |
|                                                  | Sinuljin 2                               | APR-1400                                                                         | -              | -                   | 1400 MW Bruttoleistung, 1340 MW Nettoleistung, In Planung                                                         |
| Ukraine                                          |                                          |                                                                                  |                |                     | |
| Kasantyp (Lenine)                                | Krim 2                                   | WWER-1000                                                                        | -              | 2000                | 1000 MW Bruttoleistung, 950 MW Nettoleistung, Planungen beendet                                                   |
| Kasantyp (Lenine)                                | Krim 3                                   | WWER-1000                                                                        | -              | 2000                | 1000 MW Bruttoleistung, 950 MW Nettoleistung, Planungen beendet                                                   |
| Kasantyp (Lenine)                                | Krim 4                                   | WWER-1000                                                                        | -              | 2000                | 1000 MW Bruttoleistung, 950 MW Nettoleistung, Planungen beendet                                                   |
| Charkiw (Charkiw)                                | Charkiw 1                                | Druckwasserreaktor                                                               | -              | -                   | 940 MW Bruttoleistung, 900 MW Nettoleistung, Planungen beendet                                                    |
| Charkiw (Charkiw)                                | Charkiw 2                                | Druckwasserreaktor                                                               | -              | -                   | 940 MW Bruttoleistung, 900 MW Nettoleistung, Planungen beendet                                                    |
| Odessa (Odessa)                                  | Odessa 1                                 | Druckwasserreaktor                                                               | -              | 1986                | 940 MW Bruttoleistung, 900 MW Nettoleistung, Planungen beendet                                                    |
| Odessa (Odessa)                                  | Odessa 2                                 | Druckwasserreaktor                                                               | -              | 1986                | 940 MW Bruttoleistung, 900 MW Nettoleistung, Planungen beendet                                                    |
| Warasch (Riwne)                                  | Riwne 5                                  | WWER-1000                                                                        | -              | -                   | 1000 MW Bruttoleistung, 950 MW Nettoleistung, Planungen gestoppt                                                  |
| Warasch (Riwne)                                  | Riwne 6                                  | WWER-1000                                                                        | -              | -                   | 1000 MW Bruttoleistung, 950 MW Nettoleistung, Planungen gestoppt                                                  |
| Ungarn                                           |                                          |                                                                                  |                |                     | |
| Paks (Tolna)                                     | Paks 5                                   | WWER-1000                                                                        | -              | -                   | 1000 MW Bruttoleistung, 950 MW Nettoleistung, Planungen verworfen                                                 |
| Paks (Tolna)                                     | Paks 6                                   | WWER-1000                                                                        | -              | -                   | 1000 MW Bruttoleistung, 950 MW Nettoleistung, Planungen verworfen                                                 |

## Kernkraftwerke ohne Betriebsaufnahme
Hier werden Kernkraftwerke aufgeführt, die teilweise gebaut oder fertiggestellt wurden, aber nie in Betrieb gingen.
| Region/Ort                                  | Name der Anlage      | Art der Anlage                                              | Bau- be- ginn | Ein- stell- ung des Baus | Bemerkungen |
| Deutschland                                 | Deutschland          | Deutschland                                                 | Deutschland   | Deutschland              | Deutschland |
| ------------------------------------------- | -------------------- | ----------------------------------------------------------- | ------------- | ------------------------ | --- |
| Kalkar (Nordrhein-Westfalen)                | Kalkar 1             | Brutreaktor mit 327 Brutto- bzw. 300 MW Nettoleistung       | 1972          | 1985                     | Planung ab 1969; 1985 fertiggestellt, keine Betriebsaufnahme                                                                                         |
| Lubmin (Mecklenburg-Vorpommern)             | Greifswald 6         | WWER-440/213 mit 440 MW Brutto- bzw. 408 MW Nettoleistung   | 1980          | 1990                     | fertiggestellt, keine Betriebsaufnahme |
| Lubmin (Mecklenburg-Vorpommern)             | Greifswald 7         | WWER-440/213 mit 440 MW Brutto- bzw. 408 MW Nettoleistung   | 1980          | 1990                     | Bau 1990 abgebrochen |
| Lubmin (Mecklenburg-Vorpommern)             | Greifswald 8         | WWER-440/213 mit 440 MW Brutto- bzw. 408 MW Nettoleistung   | 1980          | 1990                     | Bau 1990 abgebrochen |
| Niedergörne (Sachsen-Anhalt)                | Stendal 1            | WWER-1000/320 mit 1000 MW Brutto- bzw. 950 MW Nettoleistung | 1980          | 1991                     | Bau 1991 abgebrochen |
| Niedergörne (Sachsen-Anhalt)                | Stendal 2            | WWER-1000/320 mit 1000 MW Brutto- bzw. 950 MW Nettoleistung | 1980          | 1991                     | Bau 1991 abgebrochen |
| Wyhl am Kaiserstuhl (Baden-Württemberg)     | Wyhl 1 (KWS)         | DWR/Konvoi mit 1345 MW Bruttoleistung                       | 1975          | 1977                     | Planung ab 1973; Ursprünglich vorgesehener Standort war Breisach. Bau 1977 abgebrochen – Komponenten für KKW Philippsburg 2 verwendet                |
| Italien                                     |                      |                                                             |               |                          | |
| Latina (Latium)                             | CIRENE               | HWLWR                                                       | 01.01.1979    | 01.01.1988               | 40 MW Bruttoleistung, 35 MW Nettoleistung, Bau abgebrochen                                                                                           |
| Montalto di Castro (Latium)                 | Montalto di Castro 1 | Siedewasserreaktor                                          | 01.07.1982    | 01.01.1988               | 1009 MW Bruttoleistung, 982 MW Nettoleistung, Bau abgebrochen                                                                                        |
| Montalto di Castro (Latium)                 | Montalto di Castro 2 | Siedewasserreaktor                                          | 01.07.1982    | 01.01.1988               | 1009 MW Bruttoleistung, 982 MW Nettoleistung, Bau abgebrochen                                                                                        |
|                                             | Piemonte Trino 1     | Druckwasserreaktor                                          | 01.05.1985    | 01.12.1987               | ? MW Bruttoleistung, 950 MW Nettoleistung, Bau abgebrochen                                                                                           |
|                                             | Piemonte Trino 2     | Druckwasserreaktor                                          | 01.05.1985    | 01.12.1987               | ? MW Bruttoleistung, 950 MW Nettoleistung, Bau abgebrochen                                                                                           |
| Irak                                        |                      |                                                             |               |                          | |
| Bagdad (Bagdad (Gouvernement))              | Osirak               | LWR/Material-Test-Reaktor (MTR) mit 40 MW                   | 1977          | 1981                     | 1981 von der israelischen Luftwaffe vor Inbetriebnahme zerstört                                                                                      |
| Nordkorea                                   |                      |                                                             |               |                          | |
| T’aech’ŏn-gun (P’yŏngan-pukto)              | T'aech'ŏn            | Magnox-Reaktor mit 200 MW                                   | 1990er Jahre  | (1994)                   | evtl. wurden die Arbeiten wieder aufgenommen, Näheres ist nicht bekannt                                                                              |
| Sinpo (Hamgyŏng-namdo)                      | S(h)inpo-1           | DWR mit 1000 MW                                             | 1997          | 2003                     | Rückzug der letzten Arbeiter im Januar 2006 beendet                                                                                                  |
| Sinpo (Hamgyŏng-namdo)                      | S(h)inpo-2           | DWR mit 1000 MW                                             | 1997          | 2003                     | Rückzug der letzten Arbeiter im Januar 2006 beendet                                                                                                  |
| Kuba                                        |                      |                                                             |               |                          | |
| Juraguá (Cienfuegos)                        | Juraguá 1            | WWER-440/213                                                | 01.10.1983    | 05.09.1992               | 440 MW Bruttoleistung, 417 MW Nettoleistung, Bau abgebrochen                                                                                         |
| Juraguá (Cienfuegos)                        | Juraguá 2            | WWER-440/213                                                | 01.02.1985    | 05.09.1992               | 440 MW Bruttoleistung, 417 MW Nettoleistung, Bau abgebrochen                                                                                         |
| Österreich                                  |                      |                                                             |               |                          | |
| Zwentendorf an der Donau (Niederösterreich) | Zwentendorf          | SWR mit 723 MW brutto, 692 MW netto                         | 1972          | 1978                     | fertiggestellt; Inbetriebnahme durch Volksabstimmung 1978 mit 50,47 % abgelehnt → Atomsperrgesetz                                                    |
| Philippinen                                 |                      |                                                             |               |                          | |
|                                             | Bataan 1             | Druckwasserreaktor                                          | 01.07.1976    | 01.05.1986               | fertiggestellt, keine Betriebsaufnahme, 680 MW Bruttoleistung, 620 MW Nettoleistung                                                                  |
| Polen                                       |                      |                                                             |               |                          | |
| Żarnowiec (Powiat Pucki)                    | Żarnowiec-1          | WWER-440/213 mit 465 MW Bruttoleistung                      | 1982          | 1990                     | Aufgrund von Protesten wurde der Bau eingestellt. |
| Żarnowiec (Powiat Pucki)                    | Żarnowiec-2          | WWER-440/213 mit 465 MW Bruttoleistung                      | 1982          | 1990                     | Aufgrund von Protesten wurde der Bau eingestellt. |
| Żarnowiec (Powiat Pucki)                    | Żarnowiec-3          | WWER-440/213 mit 465 MW Bruttoleistung                      | 1982          | 1990                     | Aufgrund von Protesten wurde der Bau eingestellt. |
| Żarnowiec (Powiat Pucki)                    | Żarnowiec-4          | WWER-440/213 mit 465 MW Bruttoleistung                      | 1982          | 1990                     | Aufgrund von Protesten wurde der Bau eingestellt. |
| Russland                                    |                      |                                                             |               |                          | |
| Kostroma (Kostroma)                         | Kostroma-1           | RBMK-1500 mit 1500 MW Bruttoleistung                        | 1980          | eing.                    | Aufgrund von Protesten wurde der Bau eingestellt |
| Kostroma (Kostroma)                         | Kostroma-2           | RBMK-1500 mit 1500 MW Bruttoleistung                        | 1980          | eing.                    | Aufgrund von Protesten wurde der Bau eingestellt |
| Woronesch (Woronesch)                       | Woronesch-1          | AST-500 Fernwärmereaktor                                    | 1983          | eing.                    | Bauarbeiten eingestellt |
| Woronesch (Woronesch)                       | Woronesch-2          | AST-500 Fernwärmereaktor                                    | 1983          | eing.                    | Bauarbeiten eingestellt |
| Nischni Nowgorod (Oblast Nischni Nowgorod)  | Gorki-1              | AST-500 Fernwärmereaktor                                    | 1983          | eing.                    | Bauarbeiten eingestellt |
| Nischni Nowgorod (Oblast Nischni Nowgorod)  | Gorki-2              | AST-500 Fernwärmereaktor                                    | 1983          | eing.                    | Bauarbeiten eingestellt |
| Spanien                                     |                      |                                                             |               |                          | |
| Lemoiz (Baskenland)                         | Lemóniz 1            | Druckwasserreaktor                                          | 14.03.1974    | 01.04.1984               | 930 MW Bruttoleistung, 883 MW Nettoleistung, Bau abgebrochen                                                                                         |
| Lemoiz (Baskenland)                         | Lemóniz 2            | Druckwasserreaktor                                          | 14.03.1974    | 01.04.1984               | 930 MW Bruttoleistung, 883 MW Nettoleistung, Bau abgebrochen                                                                                         |
| Valdecaballeros (Extremadura)               | Valdecaballeros 1    | Siedewasserreaktor                                          | 17.08.1979    | 01.04.1984               | 975 MW Bruttoleistung, 939 MW Nettoleistung, Bau abgebrochen                                                                                         |
| Valdecaballeros (Extremadura)               | Valdecaballeros 2    | Siedewasserreaktor                                          | 17.08.1979    | 01.04.1984               | 975 MW Bruttoleistung, 939 MW Nettoleistung, Bau abgebrochen                                                                                         |
| Tschechien                                  |                      |                                                             |               |                          | |
| Temelín                                     | Temelín 3            | WWER-1000                                                   | 01.01.1985    | 01.03.1990               | Bau abgebrochen, 972 MW Bruttoleistung, 892 MW Nettoleistung, Sollte 01.11.1995 ans Netz gehen und am 01.12.1995 den Kommerziellen Betrieb aufnehmen |
| Temelín                                     | Temelín 4            | WWER-1000                                                   | 01.01.1985    | 01.03.1990               | Bau abgebrochen, 972 MW Bruttoleistung, 892 MW Nettoleistung, Sollte 01.06.1997 ans Netz gehen und am 01.06.1997 den Kommerziellen Betrieb aufnehmen |
| Ukraine                                     |                      |                                                             |               |                          | |
| Prypjat (Kiew)                              | Tschernobyl-5        | RBMK-1000 mit 1000 MW Bruttoleistung                        | 1981          | 1988                     | war fast fertiggestellt |
| Prypjat (Kiew)                              | Tschernobyl-6        | RBMK-1000 mit 1000 MW Bruttoleistung                        | 1983          | 1988                     | war zu 50 % fertiggestellt |
| Piwdennoukrajinsk (Mykolajiw)               | Süd-Ukraine 4        | WWER-1000                                                   | 01.10.1987    | 01.01.1989               | 1000 MW Bruttoleistung, 950 MW Nettoleistung, Bau abgebrochen                                                                                        |
| Kasantyp (Lenine)                           | Krim 1               | WWER-1000                                                   | 01.12.1982    | 01.01.1989               | 1000 MW Bruttoleistung, 950 MW Nettoleistung, Bau abgebrochen                                                                                        |

## Forschungsreaktoren
Forschungsreaktoren dienen nicht der Stromerzeugung, sondern werden überwiegend zu Forschungszwecken (kern- und materialtechnischen Untersuchungen, Isotopenproduktion für Medizin und Technik) eingesetzt.
Die nachfolgende Liste enthält für Deutschland, Österreich und die Schweiz eine vollständige Übersicht. Für andere Länder sind nur einige ausgewählte Reaktoren aufgeführt.
Es waren im Juni 2004 in 56 Ländern 274 Forschungsreaktoren mit insgesamt 3000 MWt in Betrieb. Russland besitzt die meisten Forschungsreaktoren, gefolgt von den USA, Japan, Frankreich, Deutschland und China.
| Land                                 | Name der Anlage | Art der Anlage                  | Status der Anlage             | Bau- beginn | In- betrieb- nahme     | Abschal- tung (geplant) | Bemerkungen |
| Algerien                             | Algerien | Algerien                        | Algerien                      | Algerien    | Algerien               | Algerien                | Algerien |
| ------------------------------------ | --- | ------------------------------- | ----------------------------- | ----------- | ---------------------- | ----------------------- | --- |
| Algerien                             | Birine El Salam | HWR                             | In Betrieb                    | 01.01.1988  | 17.02.1992             |                         | 15.000 kWt |
| Algerien                             | NUR | Schwimmbad                      | In Betrieb                    | 01.01.1987  | 24.03.1989             |                         | 1.000 kWt |
| Australien                           | |                                 |                               |             |                        |                         | |
| Australien                           | CF | kritische Anordnung             | Stillgelegt                   |             | 01.03.1973             | 01.09.1975              | Eigentümer: Australian Nuclear Science & Technology Organisation; Betreiber: Lucas Heights Science & Technology Centre                                                               |
| Australien                           | HIFAR | HWR                             | Abgeschaltet                  | 01.06.1956  | 26.01.1958             | 30.01.2007              | 10.000 kWt; Eigentümer: Australian Nuclear Science & Technology Organisation; Betreiber: Lucas Heights Science & Technology Centre                                                   |
| Australien                           | MOATA | Argonaut                        | Abgeschaltet                  | 01.11.1960  | 01.04.1961             | 01.05.1998              | 100 kWt; Eigentümer: Australian Nuclear Science & Technology Organisation; Betreiber: Lucas Heights Science & Technology Centre                                                      |
| Australien                           | OPAL | Experimental                    | In Betrieb                    |             | 12.08.2006             |                         | 20.000 kWt; Eigentümer: ANSTO; Betreiber: Lucas Heights Science & Technology Centre                                                                                                  |
| Bangladesch                          | |                                 |                               |             |                        |                         | |
| Bangladesch                          | TRIGA MARK II | TRIGA MARK II                   | In Betrieb                    | 01.05.1981  | 14.09.1986             |                         | 3.000 kWt; Betreiber: Atomic Energy Research Establishment, Savar; Eigentümer: Bangladesh Atomic Energy Commission                                                                   |
| Dänemark                             | |                                 |                               |             |                        |                         | |
| Dänemark                             | Risø DR 1 |                                 | Stillgelegt                   |             |                        |                         | |
| Dänemark                             | Risø DR 2 |                                 | Stillgelegt                   |             |                        |                         | |
| Dänemark                             | Risø DR 3 | DIDO                            | Stillgelegt                   |             |                        |                         | |
| Deutschland                          | |                                 |                               |             |                        |                         | |
| Deutschland (Bayern)                 | PR-10 | Argonaut                        | Stillgelegt                   | 01.10.1959  | 27.01.1961             | 01.01.1976              | 0,18 kWt; AEG-Prüfreaktor, Eigentümer und Betreiber: Kraftwerk Union |
| Deutschland (Sachsen)                | RRR | Argonaut                        | Stillgelegt                   | 01.01.1961  | 16.12.1962             | 25.09.1991              | 1 kWt; Betreiber: VKTA - Strahlenschutz, Analytik & Entsorgung; Eigentümer: Bundesland Sachsen                                                                                       |
| Deutschland (Bayern)                 | SAR | Argonaut                        | Stillgelegt                   |             | 23.06.1959             | 31.10.1968              | 1 kWt; Eigentümer und Betreiber: Technische Universität München |
| Deutschland (Baden-Württemberg)      | STARK | Argonaut                        | Stillgelegt                   | 01.10.1961  | 11.01.1963             | 03.1976                 | 0,01 kWt; Eigentümer: Kernforschungszentrum Karlsruhe GmbH |
| Deutschland (Schleswig-Holstein)     | ANEX | kritische Anordnung             | Stillgelegt                   |             | 05.1964                | 05.02.1975              | 0,10 kWt; Eigentümer und Betreiber: GKSS-Forschungszentrum |
| Deutschland (Nordrhein-Westfalen)    | KAHTER | kritische Anordnung             | Stillgelegt                   | 01.04.1971  | 02.07.1973             | 03.02.1984              | 0,10 kWt; Eigentümer: Forschungszentrum Jülich GmbH |
| Deutschland (Nordrhein-Westfalen)    | KEITER | kritische Anordnung             | Stillgelegt                   | 01.02.1970  | 15.06.1971             | 1982                    | 0,001 kWt; Eigentümer: Forschungszentrum Jülich GmbH |
| Deutschland (Nordrhein-Westfalen)    | FRJ-2 (DIDO) | HWR                             | Abgeschaltet                  | 01.01.1957  | 14.11.1962             | 02.05.2006              | 23.000 kWt; Eigentümer und Betreiber: Forschungszentrum Jülich GmbH |
| Deutschland (Hessen)                 | FRF-1 | homogen (L)/L-54 (L)            | Stillgelegt                   |             | 10.01.1958             | 19.03.1968              | 10 kWt; Eigentümer und Betreiber: Johann Wolfgang Goethe-Universität (Frankfurt am Main)                                                                                             |
| Deutschland (Nordrhein-Westfalen)    | ADIBKA (L77A) | homogen (L)                     | Rückgebaut                    | 06.06.1965  | 18.03.1967             | 30.10.1972              | 0,10 kWt; Eigentümer: Forschungszentrum Jülich GmbH; Betreiber: Hochtemperatur-Reaktorbau GmbH                                                                                       |
| Deutschland (Berlin)                 | BER I | homogen (L)/L-54 (L)            | Stillgelegt                   | 25.05.1957  | 24.07.1958             | 02.12.1972              | 50 kWt; Eigentümer: Hahn-Meitner-Institut Berlin |
| Deutschland (Sachsen)                | AKR-1 | homogen (S)/SUR-Typ             | wurde 2004 zum AKR-2 umgebaut | 01.09.1975  | 28.07.1978             | 03.2004                 | 0,002 kWt; Eigentümer: Technische Universität Dresden; Betreiber: Technische Universität Dresden – Fakultät Maschinenwesen; Ausbildungsreaktor                                       |
| Deutschland (Sachsen)                | AKR-2 | homogen (S)/SUR-Typ             | In Betrieb                    |             | 22.03.2005             |                         | 0,002 kWt; Eigentümer: Technische Universität Dresden; Betreiber: Technische Universität Dresden – Fakultät Maschinenwesen; Ausbildungsreaktor (AKR-1 wurde 2004 zum AKR-2 umgebaut) |
| Deutschland (Baden-Württemberg)      | SNEAK | homogen (S)                     | Stillgelegt                   | 01.01.1966  | 15.12.1966             | 11.1985                 | 1 kWt Eigentümer und Betreiber: Kernforschungszentrum Karlsruhe GmbH |
| Deutschland (Nordrhein-Westfalen)    | SUR AACHEN | homogen (S)/SUR-100             | Stillgelegt                   | 26.11.1963  | 22.09.1965             | 2002                    | 0,1 W; Eigentümer und Betreiber: Institut für elektrische Anlagen und Energiewirtschaft; Ausbildungsreaktor                                                                          |
| Deutschland (Berlin)                 | SUR BERLIN | homogen (S)/SUR-100             | Abgeschaltet                  | 01.01.1962  | 26.07.1963             | 15.10.2007              | 0,1 W; Eigentümer: Technische Universität Berlin; Betreiber: Institut für Energietechnik; Ausbildungsreaktor                                                                         |
| Deutschland (Bremen)                 | SUR BREMEN | homogen (S)/SUR-100             | Stillgelegt                   | 30.09.1965  | 10.10.1967             | 17.06.1993              | 0,1 W; Eigentümer: Hochschule Bremen; Betreiber: Sektion Kerntechnik; Ausbildungsreaktor                                                                                             |
| Deutschland (Hessen)                 | SUR DARMSTADT | homogen (S)/SUR-100             | Stillgelegt                   | 01.01.1962  | 23.09.1963             | 22.02.1985              | Eigentümer und Betreiber: Technische Hochschule Darmstadt; Ausbildungsreaktor |
| Deutschland (Baden-Württemberg)      | SUR FURTWANGEN | homogen (S)/SUR-100             | In Betrieb                    | 01.01.1972  | 28.03.1973             |                         | 0,1 W; Eigentümer und Betreiber: Hochschule Furtwangen; Ausbildungsreaktor |
| Deutschland (Hamburg)                | SUR HAMBURG | homogen (S)/SUR-100             | Stillgelegt                   | 01.01.1964  | 15.01.1965             | 08.1992                 | 0,1 W; Eigentümer: Hochschule für Angewandte Wissenschaften Hamburg; Betreiber: Fachbereich Maschinenbau; Ausbildungsreaktor                                                         |
| Deutschland (Niedersachsen)          | SUR HANNOVER | homogen (S)/SUR-100             | Stillgelegt                   | 01.10.1971  | 09.12.1971             | 2008                    | 0,1 W; Eigentümer: Medizinische Hochschule Hannover; Betreiber: Institut für Kerntechnik; Ausbildungsreaktor                                                                         |
| Deutschland (Baden-Württemberg)      | SUR KARLSRUHE | homogen (S)/SUR-100             | Stillgelegt                   | 01.01.1965  | 07.03.1966             | 25.11.1996              | 0,1 W; Eigentümer: Kernforschungszentrum Karlsruhe GmbH; Betreiber: Fortbildungszentrum für Technik und Umwelt; Ausbildungsreaktor                                                   |
| Deutschland (Schleswig-Holstein)     | SUR KIEL | homogen (S)/SUR-100             | Stillgelegt                   | 01.04.1965  | 29.03.1966             | 11.12.1997              | 0,1 W; Eigentümer: Bundesland Schleswig-Holstein; Betreiber: Fachhochschule Kiel; Ausbildungsreaktor                                                                                 |
| Deutschland (Bayern)                 | SUR MUNICH | homogen (S)/SUR-100             | Stillgelegt                   | 01.10.1961  | 28.02.1962             | 10.08.1981              | 0,1 W; Eigentümer: Technische Universität München; Ausbildungsreaktor |
| Deutschland (Baden-Württemberg)      | SUR STUTTGART | homogen (S)/SUR-100             | In Betrieb                    | 01.01.1962  | 24.08.1964             |                         | 0,1 W; Eigentümer: Universität Stuttgart; Betreiber: Institut für Kernenergetik und Energiesysteme; Ausbildungsreaktor                                                               |
| Deutschland (Baden-Württemberg)      | SUR ULM | homogen (S)/SUR-100             | In Betrieb                    | 01.01.1965  | 01.12.1965             |                         | 0,1 W; Eigentümer: Labor für Stahlenmesstechnik und Reaktortechnik; Betreiber: Hochschule Ulm; Ausbildungsreaktor                                                                    |
| Deutschland (Berlin)                 | BER II | Schwimmbad/MTR                  | In Betrieb                    | 10.10.1970  | 09.12.1973             | (01.01.2020)            | 10.000 kWt; Eigentümer: Helmholtz-Zentrum Berlin für Materialien und Energie GmbH |
| Deutschland (Niedersachsen)          | FMRB | Schwimmbad/MTR                  | Abgeschaltet                  | 01.10.1963  | 03.10.1967             | 19.12.1995              | 1.000 kWt; Eigentümer und Betreiber: Physikalisch-Technische Bundesanstalt |
| Deutschland (Schleswig-Holstein)     | FRG-1 | Schwimmbad/MTR                  | Abgeschaltet                  | 01.01.1957  | 23.10.1958             | 28.06.2010              | 5.000 kWt; Eigentümer und Betreiber: GKSS-Forschungszentrum Geesthacht GmbH |
| Deutschland (Schleswig-Holstein)     | FRG-2 | Schwimmbad/MTR                  | Abgeschaltet                  | 01.01.1962  | 16.03.1963x            | 28.01.1993              | 15.000 kWt; Eigentümer und Betreiber: GKSS-Forschungszentrum Geesthacht GmbH |
| Deutschland (Nordrhein-Westfalen)    | FRJ-1 (MERLIN) | Schwimmbad/MTR                  | Stillgelegt                   | 01.01.1957  | 23.02.1962             | 22.03.1985              | !10 MWt; Eigentümer und Betreiber: Forschungszentrum Jülich GmbH |
| Deutschland (Bayern)                 | FRM | Schwimmbad/MTR                  | Abgeschaltet                  | 06.11.1956  | 31.10.1957             | 28.07.2000              | 4.000 kWt ; Eigentümer und Betreiber: Technische Universität München |
| Deutschland (Bayern)                 | FRM II | Schwimmbad/HWR                  | In Betrieb                    | 01.08.1996  | 02.03.2004             |                         | 20.000 kWt; Eigentümer: Bundesland Bayern; Betreiber: Technische Universität München                                                                                                 |
| Deutschland (Schleswig-Holstein)     | NS Otto Hahn | DWR                             | Stillgelegt                   | 01.01.1963  | 26.08.1968             | 22.03.1979              | 38.000 kWt; Prototypreaktor (Schiffsreaktor) |
| Deutschland (Bayern)                 | TKA | Tank/kritische Anordnung        | Stillgelegt                   | 01.01.1967  | 23.06.1967             | 01.01.1973              | 0.10 kWt; AEG-Nullenergiereaktor, Eigentümer und Betreiber: Kraftwerk Union |
| Deutschland (Baden-Württemberg)      | FR 2 | HWR                             | Abgeschaltet                  | 01.02.1957  | 07.03.1961             | 21.12.1981              | 44.000 kWt; Eigentümer und Betreiber: Kernforschungszentrum Karlsruhe GmbH |
| Deutschland (Sachsen)                | RAKE | TANK/kritische Anordnung        | Stillgelegt                   | 01.01.1969  | 03.10.1969             | 26.11.1991              | 0,01 kWt; Betreiber: VKTA – Strahlenschutz, Analytik & Entsorgung; Eigentümer: Freistaat Sachsen                                                                                     |
| Deutschland (Sachsen)                | ZLFR | TANK/HWR                        | Stillgelegt                   | 01.01.1976  | 25.05.1979             | 24.03.2005              | 0,01 kWt; Eigentümer und Betreiber: Hochschule Zittau/Görlitz; Ausbildungsreaktor |
| Deutschland (Sachsen)                | RFR | LWR                             | Abgeschaltet                  | 01.01.1956  | 16.12.1957             | 27.06.1991              | 10.000 kWt; Betreiber: VKTA – Strahlenschutz, Analytik & Entsorgung; Eigentümer: Bundesland Sachsen                                                                                  |
| Deutschland (Hessen)                 | FRF-2 | TRIGA CONV                      | Stillgelegt                   | 01.01.1973  | -                      | 01.01.1983              | 1.000 kWt; Eigentümer: Johann Wolfgang Goethe-Universität (Frankfurt am Main) |
| Deutschland (Niedersachsen)          | FRH | TRIGA MARK I                    | Stillgelegt                   | 02.01.1969  | 31.01.1973             | 18.12.1996              | 250 kWt; Eigentümer: Klinik für Nuklearmedizin; Betreiber: Medizinische Hochschule Hannover                                                                                          |
| Deutschland (Baden-Württemberg)      | TRIGA HD I | TRIGA MARK I                    | Stillgelegt                   |             | 26.08.1966             | 31.03.1977              | 250 kWt; Eigentümer und Betreiber: Deutsches Krebsforschungszentrum Heidelberg |
| Deutschland (Baden-Württemberg)      | TRIGA HD II | TRIGA MARK I                    | Stillgelegt                   | 01.01.1968  | 28.02.1978             | 30.11.1999              | 250 kWt; Eigentümer und Betreiber: Deutsches Krebsforschungszentrum Heidelberg |
| Deutschland (Rheinland-Pfalz)        | FRMZ | TRIGA MARK II                   | In Betrieb                    | 27.02.1961  | 03.08.1965             |                         | 100 kWt; Eigentümer: Johannes Gutenberg-Universität Mainz; Betreiber: Institut für Kernchemie                                                                                        |
| Deutschland (Bayern)                 | FRN | TRIGA MARK III                  | Abgeschaltet                  | 01.01.1969  | 23.08.1972             | 16.12.1982              | 1.000 kWt; Eigentümer und Betreiber: Gesellschaft für Strahlenforschung |
| Frankreich                           | |                                 |                               |             |                        |                         | |
| Frankreich                           | G1 | Magnox-Reaktor                  | Stillgelegt                   | 1955        | 1956                   | 1968                    | 7 MW; Projektbeginn 1952 |
| Ghana                                | |                                 |                               |             |                        |                         | |
| Ghana                                | GHARR-1 | MNSR                            | in Betrieb                    | 1994        |                        |                         | Eigentümer: Ghana Atomic Energy Commission |
| Griechenland                         | |                                 |                               |             |                        |                         | |
| Griechenland                         | GGR-1 | Schwimmbad                      | in Betrieb                    |             | 27. Juli 1961          |                         | Eigentümer: Institut für Nuklearforschung NCSR Demokritos 1 MW; Seit 1971 5MW |
| Indien                               | |                                 |                               |             |                        |                         | |
| Indien                               | ASPARA | Schwimmbad                      | In Betrieb                    | 01.05.1955  | 04.08.1956             |                         | 1 MWt; Eigentümer: Bhabha Atomic Research Centre; Betreiber: BARC, Reactor Operations Division                                                                                       |
| Indien                               | CIRUS | HEAVY WATER                     | In Betrieb                    | 01.12.1955  | 10.07.1960             |                         | 40 MWt; Eigentümer: Bhabha Atomic Research Centre; Betreiber: BARC, Reactor Operations Division                                                                                      |
| Indien                               | CRIT. FACILITY FOR AHWR AND 500 MW PHWR                                                                                     | TANK                            | In Bau                        | 01.07.2001  | 01.10.2003             |                         | 500 MWe (brutto); Eigentümer: Department of Atomic Energy; Betreiber: Reactor Group, B.A.R.C                                                                                         |
| Indien                               | DHRUVA | HEAVY WATER                     | In Betrieb                    | 10.10.1975  | 08.08.1985             |                         | 100 MWt; Eigentümer: Bhabha Atomic Research Centre; Betreiber: BARC, Reactor Operations Division                                                                                     |
| Indien                               | FBTR | Schneller Brutreaktor           | In Betrieb                    | 01.01.1972  | 18.10.1985             |                         | 40 MWt; Eigentümer: Department of Atomic Energy; Betreiber: Indira Gandhi Center for Atomic Research                                                                                 |
| Indien                               | KAMINI | U-233 FUELLED                   | In Betrieb                    | 01.01.1986  | 29.10.1996             |                         | 30 kWt; Eigentümer: Department of Atomic Energy; Betreiber: Indira Gandhi Center for Atomic Research                                                                                 |
| Indien                               | PURNIMA | kritische Anordnung / FAST      | Stillgelegt                   | 10.10.1970  | 01.05.1972             | 01.01.1983              | Eigentümer: Department of Atomic Energy; Betreiber: Bhabha Atomic Research Centre |
| Indien                               | PRUNIMA II | kritische Anordnung / HOMOG (L) | Stillgelegt                   | 01.01.1983  | 10.05.1984             | 15.06.1986              | 0,01 kWt; Eigentümer: Department of Atomic Energy; Betreiber: Bhabha Atomic Research Centre                                                                                          |
| Indien                               | PRUNIMA III | kritische Anordnung / SLOWPOKE  | Stillgelegt                   | 01.01.1986  | 11.09.1990             | 31.07.1993              | 0,001 kWt; Eigentümer: Bhabha Atomic Research Centre; Betreiber: Neutron Physics Division                                                                                            |
| Indien                               | ZERLINA | kritische Anordnung / TANK      | Stillgelegt                   | 01.05.1960  | 01.01.1961             | 01.01.1983              | 0,1 kWt; Eigentümer: Bhabha Atomic Research Centre; Betreiber: BARC, Reactor Operations Division                                                                                     |
| Israel                               | |                                 |                               |             |                        |                         | |
| Israel                               | Kernforschungszentrum Negev                                                                                                 |                                 |                               |             | zwischen 1962 und 1964 |                         | |
| Kongo (Demokratische Republik Kongo) | |                                 |                               |             |                        |                         | |
| Demokratische Republik Kongo         | University of Lovanium (heute Universität Kinshasa) (Centre Trico) – TRICO I und TRICO II in Lubumbashi (Typ TRIGA Mark II) | ?                               | vorübergehend stillgelegt     | 1958        | 2004                   |                         | 1000 kWt |
| Nordkorea                            | |                                 |                               |             |                        |                         | |
| Nordkorea                            | Kerntechnische Anlage Nyŏngbyŏn                                                                                             | IRT-2000 oder IRT-2M            |                               |             | 1967                   |                         | 2 MW |
| Nordkorea                            | Kerntechnische Anlage Nyŏngbyŏn                                                                                             |                                 |                               |             | 1974                   |                         | 5 MW |
| Nordkorea                            | Kerntechnische Anlage Nyŏngbyŏn                                                                                             | Experimental Power Reactor      | Status unklar                 |             | 1985                   |                         | 25 MWt |
| Nordkorea                            | Kerntechnische Anlage Nyŏngbyŏn                                                                                             | Prototyp                        | Status unklar                 |             |                        |                         | 200 MWt (50 MWe) |
| Österreich                           | |                                 |                               |             |                        |                         | |
| Österreich                           | ASTRA | Schwimmbad                      | Abgeschaltet                  | 01.09.1958  | 24.09.1960             | 29.07.1999              | 10.000 kWt; Eigentümer und Betreiber: Austrian Research Centres GmbH – ARC |
| Österreich                           | SAR-GRAZ | Argonaut                        | Abgeschaltet                  | 10.03.1962  | 17.05.1965             | 2005                    | 10 kWt; Eigentümer und Betreiber: Verein zur Förderung der Strahlenforschung; Ausbildungsreaktor                                                                                     |
| Österreich                           | TRIGA II VIENNA | TRIGA MARK II                   | In Betrieb                    | 27.08.1959  | 07.03.1962             |                         | 250 kWt; Eigentümer und Betreiber: Atominstitut der Technischen Universität Wien |
| Österreich                           | Schwimmbeckenreaktor | Schwimmbad                      | Abgebaut                      | 1963        | 1963                   | 1963                    | 10.000 kWt; Wanderausstellung „Atome am friedlichen Werk“ im Wiener Bibliothekshof (Hofburg)                                                                                         |
| Polen                                | |                                 |                               |             |                        |                         | |
| Polen                                | Forschungsreaktor Ewa |                                 | Stillgelegt                   | 01.01.1955  | 14.06.1958             | 24.02.1995              | Leistung wurde von 2 MW auf 10 MW erhöht |
| Polen                                | Forschungsreaktor Maria | Schwimmbadreaktor               | In Betrieb                    | 01.01.1969  | 18.12.1974             |                         | 30 MW thermische Leistung, läuft nur mit 20 MW |
| Polen                                | Forschungsreaktor Anna |                                 | Stillgelegt                   |             | 1963                   | ~1985                   | 10 kW thermische Leistung |
| Polen                                | Forschungsreaktor Agata |                                 | Stillgelegt                   |             | 1973                   | ~1985                   | 10 W thermische Leistung |
| Polen                                | Forschungsreaktor Maryla |                                 | Stillgelegt                   |             | 1963                   | ~1985                   | 100 W thermische Leistung |
| Russland                             | |                                 |                               |             |                        |                         | |
| Russland                             | SM | PRESS. VESSEL                   | In Betrieb                    | 01.01.1956  | 10.01.1961             |                         | 100 MWt; Eigentümer: Ministerium für Atomenergie der russischen Föderation; Betreiber: Forschungsinstitut für Atomreaktoren                                                          |
| Russland                             | ARBUS (ACT-1) | TANK                            | Stillgelegt                   | 01.01.1963  | 01.01.1963             | 01.05.1988              | 12 MWt; Eigentümer: Ministerium für Atomenergie der russischen Föderation; Betreiber: FSUE SSC RF RIAR                                                                               |
| Russland                             | VK-50 | BWR-Prototyp                    | In Betrieb                    | 15.11.1965  | 01.07.1965             |                         | 200 MWt; 62 MW Nettoleistung; 65 MW Bruttoleistung; Speiste früher Elektrizität in das öffentliche Stromnetz, heute Fernwärmereaktor (Siedewasserreaktor)                            |
| Russland                             | MIR.M1 | Schwimmbad/Channels             | In Betrieb                    | 01.01.1958  | 01.12.1966             |                         | 100 MWt; Eigentümer: Ministerium für Atomenergie der russischen Föderation; Betreiber: Forschungsinstitut für Atomreaktoren                                                          |
| Russland                             | BOR-60 | Brutreaktor                     | In Betrieb                    | 01.07.1965  | 01.12.1969             |                         | 10 MW Nettoleistung; 12 MW Bruttoleistung; 60 MWt; Eigentümer: Ministerium für Atomenergie der russischen Föderation; Betreiber: Forschungsinstitut für Atomreaktoren                |
| Russland                             | RBT-6 | Schwimmbad                      | In Betrieb                    | 10.10.1970  | 10.01.1975             |                         | 6 MWt; Eigentümer: Ministerium für Atomenergie der russischen Föderation; Betreiber: Forschungsinstitut für Atomreaktoren                                                            |
| Russland                             | RBT-10/1 | Schwimmbad                      | Abgeschaltet                  | 01.07.1982  | 01.12.1983             | 01.03.1994              | 10 MWt; Eigentümer: Ministerium für Atomenergie der russischen Föderation; Betreiber: FSUE SSC RF RIAR                                                                               |
| Russland                             | RBT 10/2 | Schwimmbad                      | In Betrieb                    | 01.06.1983  | 01.12.1984             |                         | 7 MWt; Eigentümer: Ministerium für Atomenergie der russischen Föderation; Betreiber: Forschungsinstitut für Atomreaktoren                                                            |
| Schweiz                              | |                                 |                               |             |                        |                         | |
| Schweiz                              | AGN-201-P | HOMOG (S)                       | stillgelegt                   | 01.05.1958  | 01.06.1958             | 01.01.1987              | Eigentümer und Betreiber: Universität Genf; Ausbildungsreaktor |
| Schweiz                              | AGN-211-P | HOMOG (S)                       | stillgelegt                   | 30.04.1959  | 01.08.1959             | 2013                    | 2 kWt; Eigentümer: Universität Basel; Betreiber: Institut für Physik; Ausbildungsreaktor                                                                                             |
| Schweiz                              | CROCUS | kritische Anordnung             | In Betrieb                    | 01.01.1979  | 13.07.1983             |                         | 0,10 kWt; Eigentümer: Labor für Reaktorphysik; Betreiber: École polytechnique fédérale de Lausanne; Ausbildungsreaktor                                                               |
| Schweiz                              | DIORIT | HWR                             | abgeschaltet                  | 01.01.1957  | 10.10.1960             | 07.07.1977              | 30.000 kWt; Eigentümer und Betreiber: Paul Scherrer Institut (PSI) |
| Schweiz                              | PROTEUS | entladen                        | stillgelegt                   | 01.06.1965  | 01.01.1968             | 04.2011                 | 1 kWt; Eigentümer und Betreiber: Paul Scherrer Institut (PSI) |
| Schweiz                              | SAPHIR | Schwimmbad                      | abgeschaltet                  | 01.05.1956  | 30.04.1957             | 13.05.1994              | 10.000 kWt; Eigentümer: Paul Scherrer Institut (PSI); Betreiber: Saphir Division, Paul Scherrer Institut                                                                             |
| Schweiz                              | Lucens |                                 | stillgelegt                   |             | 29.01.1968             | 1969 Unfall             | nach Problemen mit dem Kühlsystem kam es zu einer partiellen Kernschmelze am 21. Januar 1969                                                                                         |
| Thailand                             | |                                 |                               |             |                        |                         | |
| Thailand (Bangkok)                   | Office of Atoms for Peace                                                                                                   | TRIGA                           |                               | 1977        |                        | 2 MW                    | |
| Thailand                             | MPR 10, Ongkharak Nuclear Research Center                                                                                   | TRIGA                           |                               | im Bau      |                        | 2 MW                    | |
| Tschechien                           | |                                 |                               |             |                        |                         | |
| Tschechien                           | VVR-S |                                 | wurde zum LVR-15 umgebaut     | 1955        | 24.09.1957             |                         | Eigentümer: Institut für Kernphysik ČSAV in Řež |
| Tschechien                           | Experimentální lehkovodní reaktor ŠR-0A                                                                                     |                                 | wurde 1975 zum ŠR-0 umgebaut  | 1970        |                        | 1975                    | Eigentümer und Hersteller: Škoda (Vochov) |
| Tschechien                           | Experimentální těžkovodní podkritický reaktor ŠR-0B                                                                         |                                 | Stillgelegt                   | 1971        |                        | 1978                    | Hersteller: Škoda, Eigentümer: Tschechische Technische Universität Prag |
| Tschechien                           | Velký kritický těžkovodní experimentální reaktor TR-0                                                                       |                                 | wurde 1980 zum LR-0 umgebaut  | 1972        | 21.06.1972             | 1979                    | Hersteller: Škoda, Eigentümer: ÚJV Řež |
| Tschechien                           | Experimentální lehkovodní reaktor ŠR-0                                                                                      |                                 | Stillgelegt                   | 1975        |                        | 1989                    | Eigentümer und Hersteller: Škoda (Vochov) |
| Tschechien                           | LR-0 | kritische Anordnung             | In Betrieb                    | 1982        | 19.12.1982             |                         | Eigentümer: ÚJV Řež |
| Tschechien                           | Experimentální lehkovodní výzkumný reaktor LVR-15                                                                           |                                 | In Betrieb                    | 1989        |                        |                         | Hersteller: Škoda, Eigentümer: ÚJV Řež |
| Tschechien                           | VR 1 – VRABEC | Schwimmbad                      | In Betrieb                    |             | 01.01.1992             |                         | Hersteller: Škoda, Eigentümer: Tschechische Technische Universität Prag, Betreiber: Faculty of Nuclear Sciences and Physical Engineering                                             |

Quelle: Research Reactor Database (RRDB) der IAEO

## Anreicherungsanlagen
In folgender Liste werden die in Betrieb befindlichen, geschlossenen und geplanten Uran-Anreicherungsanlagen aufgeführt. Gegenwärtig enthält die Tabelle jedoch nur die wichtigsten bestehenden Anlagen (mit Kapazitäten über 100 t UTA/a):
| Land           | Anlage              | Betreiber    | Verfahren  | t UTA/Jahr aktuell | t UTA/Jahr Endausbau |
| -------------- | ------------------- | ------------ | ---------- | ------------------ | -------------------- |
| China          | Lanchow             | CNNC         | Diffusion  | ca. 700            |                      |
| China          | Hanchong            | CNNC         | Zentrifuge | 200                |                      |
| Deutschland    | Gronau              | Urenco       | Zentrifuge | 3.200              | 4.500                |
| Frankreich     | Tricastin           | Eurodif      | Diffusion  | 10.800             |                      |
| Großbritannien | Capenhurst          | Urenco       | Zentrifuge | 4.200              |                      |
| Japan          | Rokkasho            | JNFL         | Zentrifuge | 1.050              | 1.500                |
| Niederlande    | Almelo              | Urenco       | Zentrifuge | 3.600              |                      |
| Russland       | Jekaterinburg       | TWEL         | Zentrifuge | 10.000             |                      |
| Russland       | Krasnojarsk         |              | Zentrifuge | 2.500              |                      |
| Russland       | Rostow am Don       | TWEL         | Zentrifuge | 1.400              |                      |
| Russland       | Angarsk             | TWEL         | Zentrifuge | 1.400              |                      |
| Russland       | Tomsk               | TWEL         | Zentrifuge | 5.700              |                      |
| USA            | Paducah             | USEC         | Diffusion  | 11.300             |                      |
| USA            | Eunice (New Mexico) | LES (Urenco) | Zentrifuge | 0                  | 5.900                |
| Summe          |                     |              |            | 56.050             |                      |

## Wiederaufarbeitungsanlagen
In folgender Liste werden die in Betrieb befindlichen, geschlossenen und geplanten Wiederaufarbeitungsanlagen für Brennelemente aufgeführt.
| Name der Anlage                       | Status      | Inbetriebstellung | Betriebseinstellung | Bemerkungen |
| Belgien                               | Belgien     | Belgien           | Belgien             | Belgien |
| ------------------------------------- | ----------- | ----------------- | ------------------- | --- |
| Mol/Eurochemic                        |             | 1967              | 1974                | Abbau der Anlage 1991 |
| Deutschland                           |             |                   |                     | |
| Wiederaufarbeitungsanlage Karlsruhe   | stillgelegt | 1971              | 1990                | Pilotanlage für Wiederaufbereitungsanlage Wackersdorf; Rückbau bis zur „Grünen Wiese“ Ende der 2040er-Jahre                                                              |
| Wiederaufarbeitungsanlage Wackersdorf |             |                   |                     | Bau 1985–1989, nicht fertiggestellt: Der Bau wurde durch Proteste vieler Atomkraftgegner verhindert. Auf dem Gelände befindet sich jetzt der Innovationspark Wackersdorf |
| Frankreich                            |             |                   |                     | |
| La Hague – UP2-800/La Hague           |             |                   |                     | Aufbereitung französischer Brennelemente |
| La Hague – UP3/La Hague               |             |                   |                     | Wiederaufarbeitung abgebrannter LWR-Brennelemente ausländischer Kunden                                                                                                   |
| UP1/Marcoule                          |             |                   | 1997                | Aufbereitung Magnox-Brennelemente |
| Großbritannien                        |             |                   |                     | |
| Dounreay                              |             |                   |                     | |
| Sellafield – B205                     |             |                   |                     | bis 1981 unter dem Namen Windscale; Aufbereitung Brennelemente aus Magnox-Reaktoren                                                                                      |
| Sellafield – THORP                    |             |                   |                     | bis 1981 unter dem Namen Windscale; Aufbereitung Brennelemente aus thermischen Reaktoren (Leichtwasserreaktoren, AGR-Reaktoren)                                          |
| Indien                                |             |                   |                     | |
| Trombay                               |             | 1964              |                     | Aufbereitung Forschungsreaktorbrennstoff |
| Tarapur                               |             |                   |                     | Aufbereitung von Brennelementen aus Leistungsreaktoren |
| Kalpakkam                             |             | 1997              |                     | |
| Japan                                 |             |                   |                     | |
| Tōkai                                 |             | 1977              |                     | |
| Rokkasho                              |             |                   |                     | Baubeginn 1993, der kommerzielle Betrieb sollte ursprünglich 1997 aufgenommen werden, Stand 2024 ist dies weiterhin nicht erfolgt                                        |
| Nordkorea                             |             |                   |                     | |
| Nyŏngbyŏn                             |             |                   |                     | |
| Russland                              |             |                   |                     | |
| RT-1 Tomsk                            |             |                   |                     | |
| RT-2 Schelesnogorsk                   |             |                   |                     | |
| Majak                                 |             |                   |                     | schwerer Nuklearunfall 1957 (INES-6), siehe: Kyschtym-Unfall |
| USA                                   |             |                   |                     | |
| Savannah River Site                   |             |                   |                     | militärische Anlage; zusätzlich Wiederaufarbeitung von Brennelementen aus Forschungsreaktoren                                                                            |
| Hanford Site                          | stillgelegt |                   | 1990                | Wiederaufarbeitungsanlagen für militärische Zwecke |
| Idaho                                 | stillgelegt |                   | 1992                | Wiederaufarbeitungsanlagen für militärische Zwecke |
| Morris                                |             |                   |                     | fertiggestellt, keine Betriebsaufnahme |
| West Valley                           |             | 1966              | 1971                | |
| Barnwell                              |             |                   |                     | fertiggestellt, keine Betriebsaufnahme |

## Reaktortypen
- Argonaut: Ein Argonaut ist ein spezieller Typ eines Schulungsreaktors.
- AST-500: ein russischer Kernreaktor zur Wärmegewinnung und Versorgung.
- BHWR: Kombination aus CANDU- und Siedewasserreaktor
- CANDU: kanadischer Schwerwasser-Druckröhrenreaktor
- DWR = Druckwasserreaktor: Beim Druckwasserreaktor steht das Wasser des Primärkreislaufes, das als Kühlmittel verwendet wird, unter erhöhtem Druck.
- Europäischer Druckwasserreaktor (EPR): Kernreaktortyp basierend auf einem Druckwasserreaktor
- HDR = Heißdampf-Siedewasserreaktor: Ein Siedewasserreaktor mit integrierter nuklearer Überhitzung.
- homogen: Ein Reaktor, in dem der Brennstoff als Gemisch mit Moderator oder Kühlmittel vorliegt.
- HTR = Hochtemperaturreaktor: Beim Hochtemperaturreaktor wird der Reaktorkern mit dem Edelgas Helium gekühlt, das beim Durchströmen der Kugelschüttung (Schüttung von kugelförmigen Brennelementen) erhitzt wird.
- HWR: Ein Reaktortyp bei dem schweres Wasser als Kühlmittel und Moderator verwendet wird.
- HWCR = Schwerwasser-Druckröhrenreaktor: Der Schwerwasser-Druckröhrenreaktor wird mit schwerem Wasser moderiert. Die Brennelemente befinden sich innerhalb zahlreicher Röhren, in denen das Kühlmittel (schweres Wasser oder Kohlendioxid (CO2)) umläuft.
- KLT-40: Druckwasserreaktor für Schiffe
- Konvoi: Eine bestimmte standardisierte Bauform von Druckwasserreaktoren. In dieser Art gebaute Reaktoren entsprechen einem der weltweit höchsten Sicherheitsstandards von Kernkraftwerken.
- LWR = Leichtwasserreaktor: Oberbegriff für DWR und SWR, bei denen sogenanntes leichtes Wasser als Kühlmittel und Moderator verwendet wird.
- Magnox-Reaktor: Magnesium Alloy Graphite Moderated Gas Cooled Uranium Oxide Reactor
- MTR: Ein Materialtestreaktor mit einem sehr kompakten Reaktorkern, um eine möglichst große Neutronenflussdichte zu erzielen.
- Schwimmbad: Die Brennelemente sind in ein offenes Wasserbecken eingetaucht, so dass etwa Eingriffe und Experimente für Forschungszwecke und Ausbildung ermöglicht werden.
- RBMK: Ein mit leichtem Wasser gekühlter und mit Graphit moderierter Druckröhrenreaktor mit Einzelkanälen russischer Bauart.
- SNR = Schneller Natriumgekühlter Brutreaktor: Die Kernspaltung erfolgt mit schnellen, unabgebremsten Neutronen.
- SUR = Siemens-Unterrichtsreaktor: Die zu Unterrichtszwecken dienenden Forschungsreaktoren haben aufgrund der geringen Leistung selbst in der Spaltzone faktisch keine Temperaturerhöhung, weswegen sich Systeme zur Wärmeabfuhr erübrigen.
- SWR = Siedewasserreaktor: Beim Siedewasserreaktor wird das Kühlmittel Wasser im Reaktor in Dampf und zum direkten Antrieb der Turbine verwandelt.
- TRIGA: Ein Forschungsreaktor des Schwimmbad-Typs, bei dem die Sicherheit durch Naturgesetze gewährleistet wird und nicht durch Ingenieurmaßnahmen, die man überbrücken könnte.
- WWER: Ein Druckwasserreaktor russischer Bauart.